# Чубаров, Анатолий Петрович
Анатолий Петрович Чубаров — советский  государственный, хозяйственный и партийный деятель. Участник Великой Отечественной войны.

## Биография
Родился в 1922 году. Член ВКП(б) с 1943 года.

### Послужной список
- 1941—1946 гг. — в РККА[1]
- 1952—1955 гг. — главный агроном, директор Краснореченской машинно-тракторной станции (Фрунзенская область)
- 1955—1957 гг. — главный инспектор Министерства сельского хозяйства Киргизской ССР
- 1957—1960 гг. — заместитель заведующего Сельскохозяйственным отделом ЦК КП Киргизской ССР
- 1960—1962 гг. — заведующий Сельскохозяйственным отделом ЦК КП Киргизской ССР
- 1962—1963 гг. — 2-й секретарь Ошского областного комитета КП Киргизской ССР
- 1962—1966 гг. — секретарь ЦК КП Киргизской ССР
- 1962—1964 гг. — председатель Бюро ЦК КП Киргизской ССР по руководству сельскохозяйственным производством
- 1966—1971 гг. — 2-й секретарь ЦК КП Киргизской ССР
- 1972—1985 гг. — заместитель министра сельского хозяйства СССР

Kандидат в члены ЦК КПСС — 8.4.1966 — 30.3.1971 гг.
Избирался депутатом Верховного Совета СССР 7-го и 8-го созывов.
Умер в 2006 году в Москве. Похоронен на Троекуровском кладбище.